# Ryegate (Vermont)
Ryegate es un pueblo ubicado en el condado de Caledonia en el estado estadounidense de Vermont. En el año 2010 tenía una población de 1.174 habitantes y una densidad poblacional de 12,32 personas por km².

## Geografía
Ryegate se encuentra ubicado en las coordenadas 44°12′36″N 72°6′2″O / 44.21000, -72.10056.

## Demografía
Según la Oficina del Censo en 2000 los ingresos medios por hogar en la localidad eran de $36,761 y los ingresos medios por familia eran $41,607. Los hombres tenían unos ingresos medios de $26,875 frente a los $21,705 para las mujeres. La renta per cápita para la localidad era de $17,880. Alrededor del 5.9% de la población estaban por debajo del umbral de pobreza.